# 四国直伝弘法八十八ヶ所霊場
四国直伝弘法八十八ヶ所霊場（しこくじきでんこうぼうはちじゅうはっかしょれいじょう）は、愛知県の知多半島にある地四国（霊場巡礼）。直伝弘法さん、四国直伝弘法霊場、尾張八十八ヶ所霊場、四国直伝弘法大師などと呼ばれることもある。

## 順路
名古屋市緑区、半田市、常滑市、東海市、大府市、知多市、知多郡阿久比町、東浦町、武豊町、美浜町、南知多町の寺院からなる。知多半島の付け根にある名古屋市の瑞泉寺を第1番札所とし、知多半島の東岸を南下し、三河湾に浮かぶ篠島と日間賀島も訪れる。知多半島の先端にある師崎から向きを変えて西岸に移り、伊勢湾に沿って北上する。88の寺院に加えて奥ノ院があり、計89の札所が存在する。

## 歴史
知多半島の地四国としては江戸時代に開設された知多四国霊場（知多四国八十八ヶ所）もある。1894年（明治27年）に勃発した日清戦争の頃には、出征者の無事や戦没者の冥福を祈るための知多四国霊場巡りが盛んとなり、日露戦争の頃には行楽的要素が増したとされる。知多四国霊場の札所から外れた寺院から新たな霊場の開設が切望されたことで、1925年（大正14年）10月7日、四国八十八箇所から四国直伝証を拝受して四国直伝弘法八十八ヶ所霊場が開設された。

## 寺院一覧

### 1番～32番
| 番号   | 所在地       | 名称     |
| ------ | ------------ | -------- |
| 第1番  | 名古屋市緑区 | 瑞泉寺   |
| 第2番  | 名古屋市緑区 | 誓願寺   |
| 第3番  | 名古屋市緑区 | 如意寺   |
| 第4番  | 名古屋市緑区 | 明忠院   |
| 第5番  | 名古屋市緑区 | 東昌寺   |
| 第6番  | 名古屋市緑区 | 春江院   |
| 第7番  | 大府市       | 東光寺   |
| 第8番  | 大府市       | 一如寺   |
| 第9番  | 大府市       | 浄通院   |
| 第10番 | 大府市       | 地蔵院   |
| 第11番 | 大府市       | 専唱院内 |
| 第12番 | 知多郡東浦町 | 海印寺   |
| 第13番 | 知多郡東浦町 | 東光寺   |
| 第14番 | 知多郡東浦町 | 善導寺   |
| 第15番 | 知多郡東浦町 | 乾坤院   |
| 第16番 | 知多郡東浦町 | 増福寺   |
| 第17番 | 知多郡東浦町 | 明光寺   |
| 第18番 | 知多郡東浦町 | 常照寺   |
| 第19番 | 知多郡東浦町 | 神後院   |
| 第20番 | 半田市       | 圓通山   |
| 第21番 | 半田市       | 法蔵院   |
| 第22番 | 半田市       | 海蔵寺   |
| 第23番 | 半田市       | 常福院   |
| 第24番 | 半田市       | 摂取院   |
| 第25番 | 知多郡武豊町 | 善芳寺   |
| 第26番 | 半田市       | 法蔵寺   |
| 第27番 | 半田市       | 大昌寺   |
| 第28番 | 知多郡武豊町 | 長養寺   |
| 第29番 | 知多郡武豊町 | 真楽寺   |
| 第30番 | 知多郡武豊町 | 正覚寺   |
| 第31番 | 知多郡武豊町 | 教福寺   |
| 第32番 | 知多郡武豊町 | 清応院   |

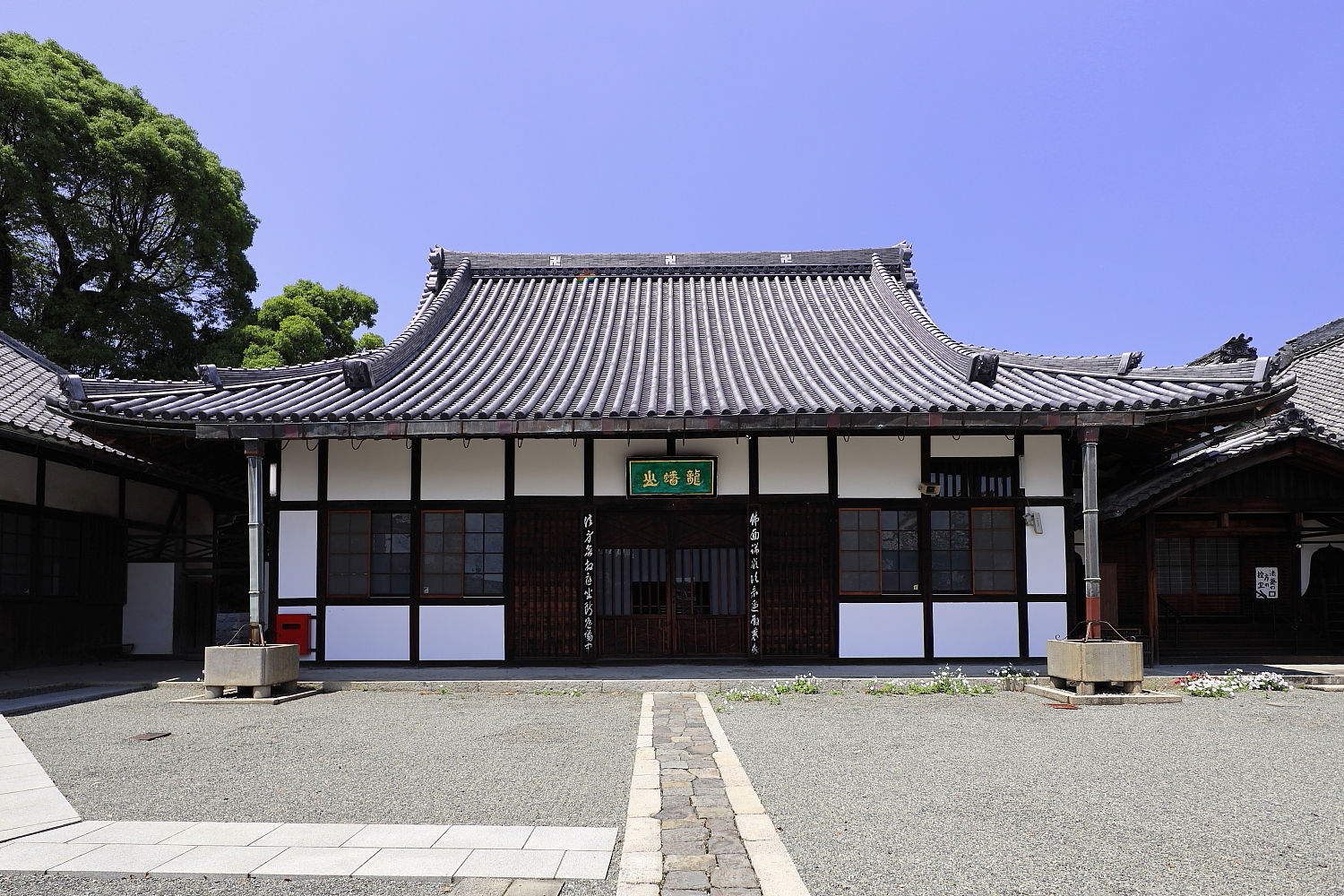
瑞泉寺（1番）
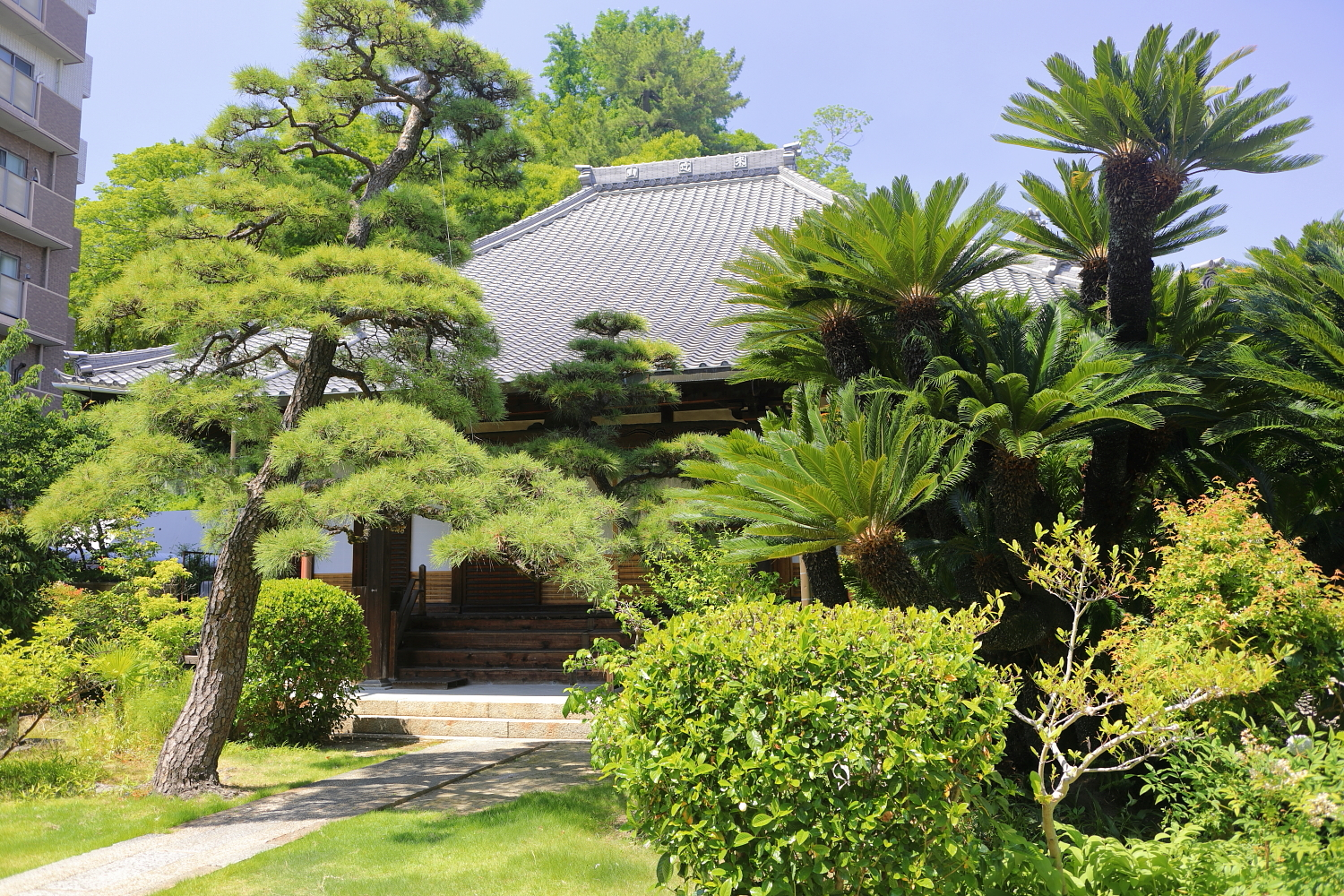
誓願寺（2番）
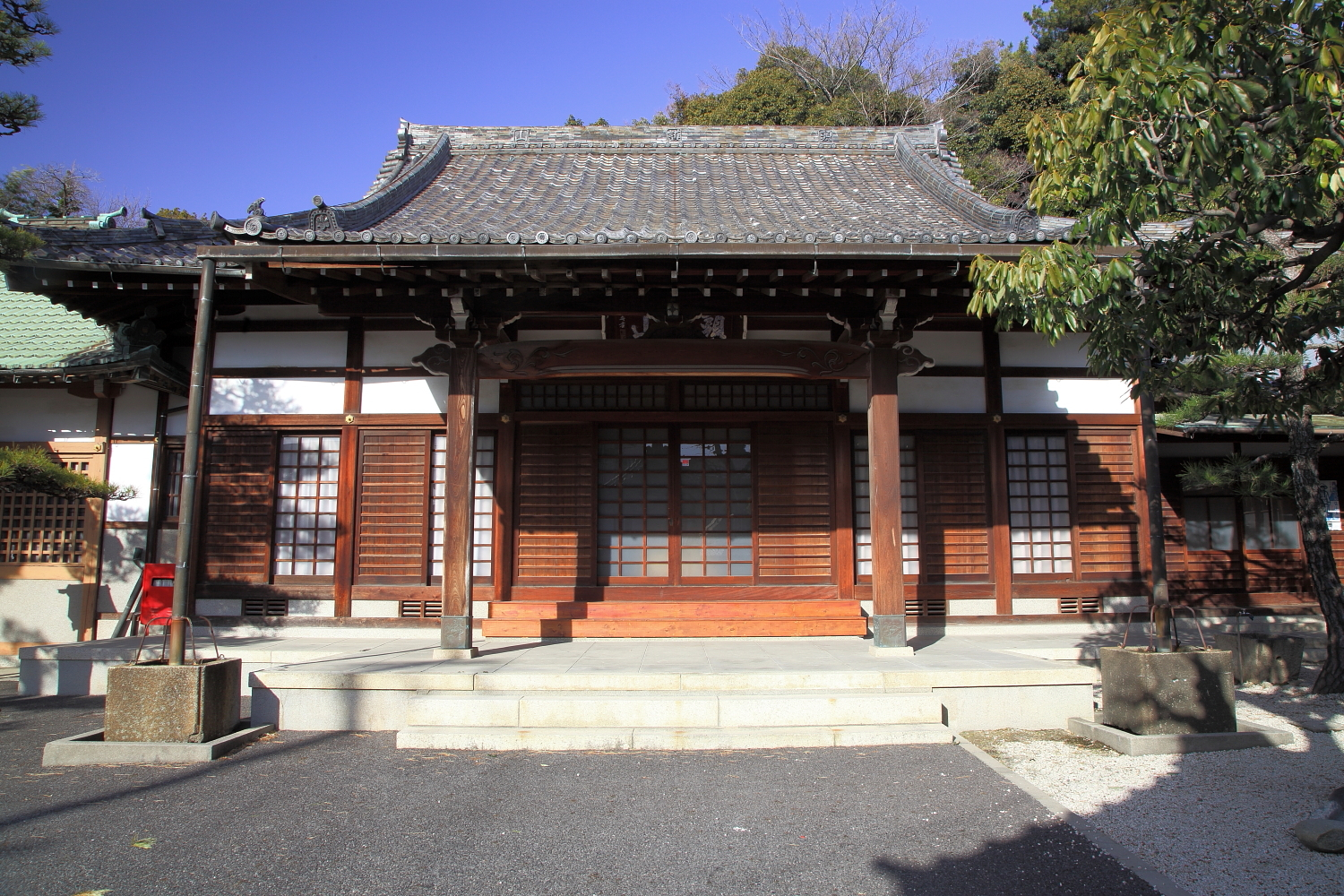
如意寺（3番）
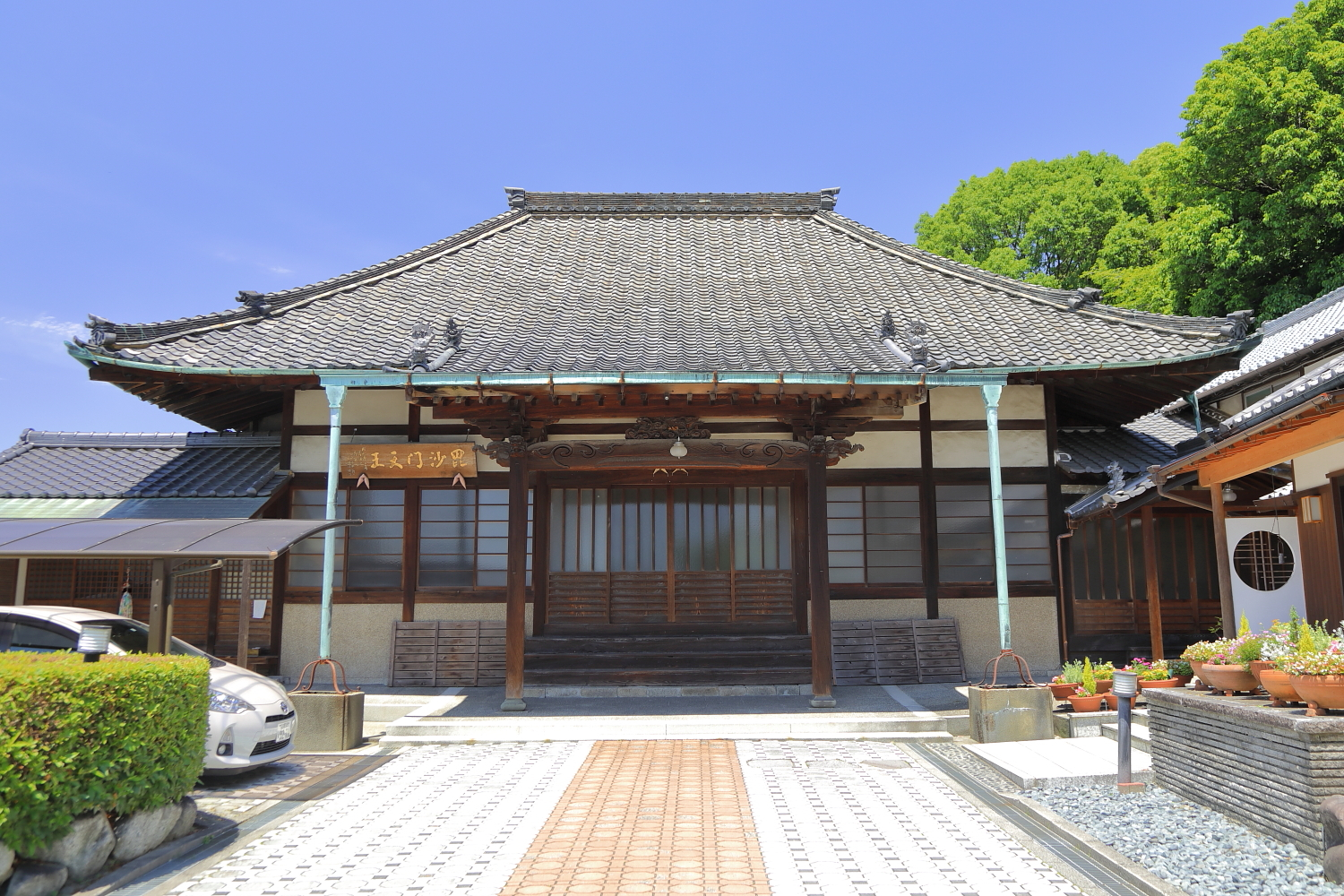
明忠院（4番）
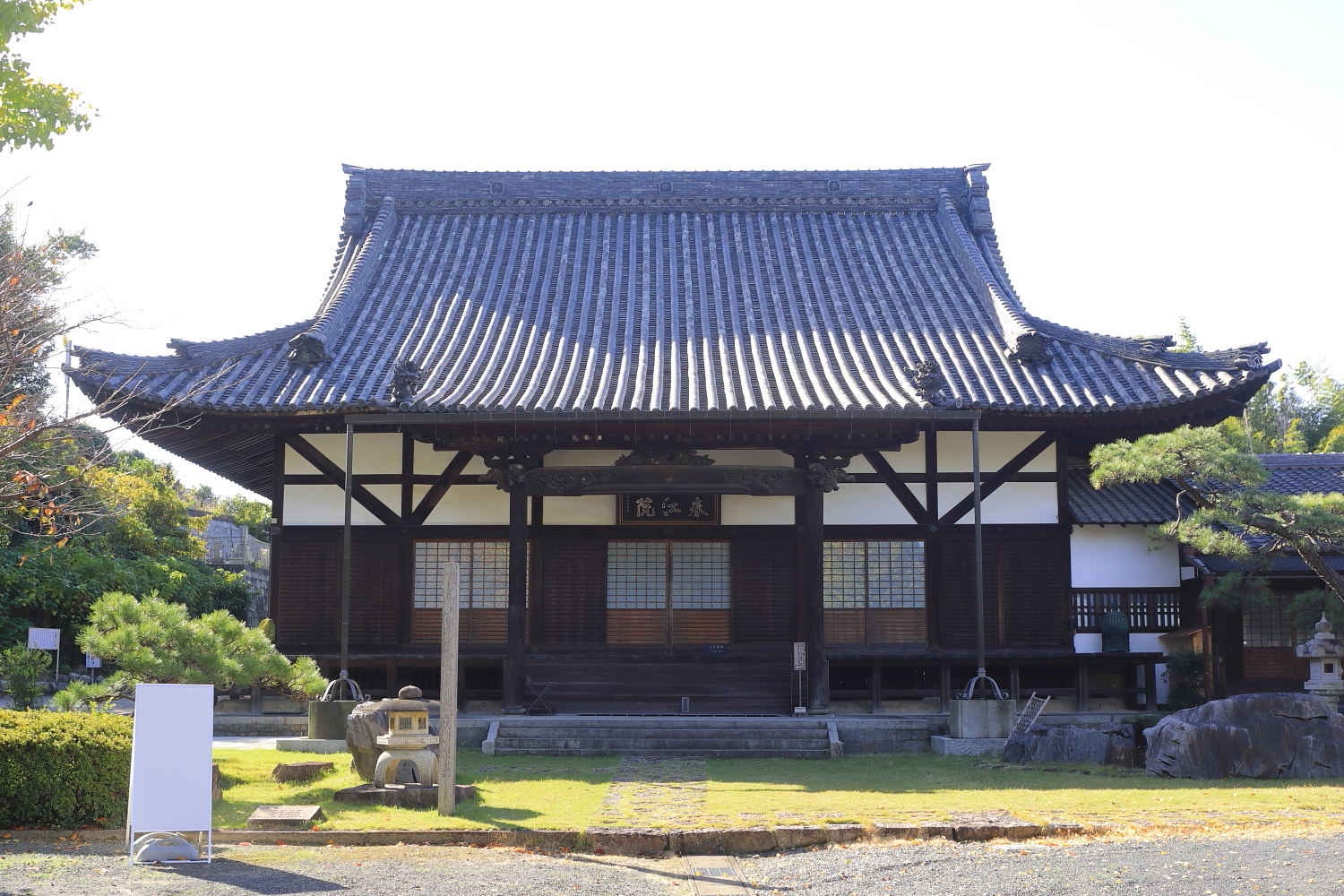
春江院（6番）
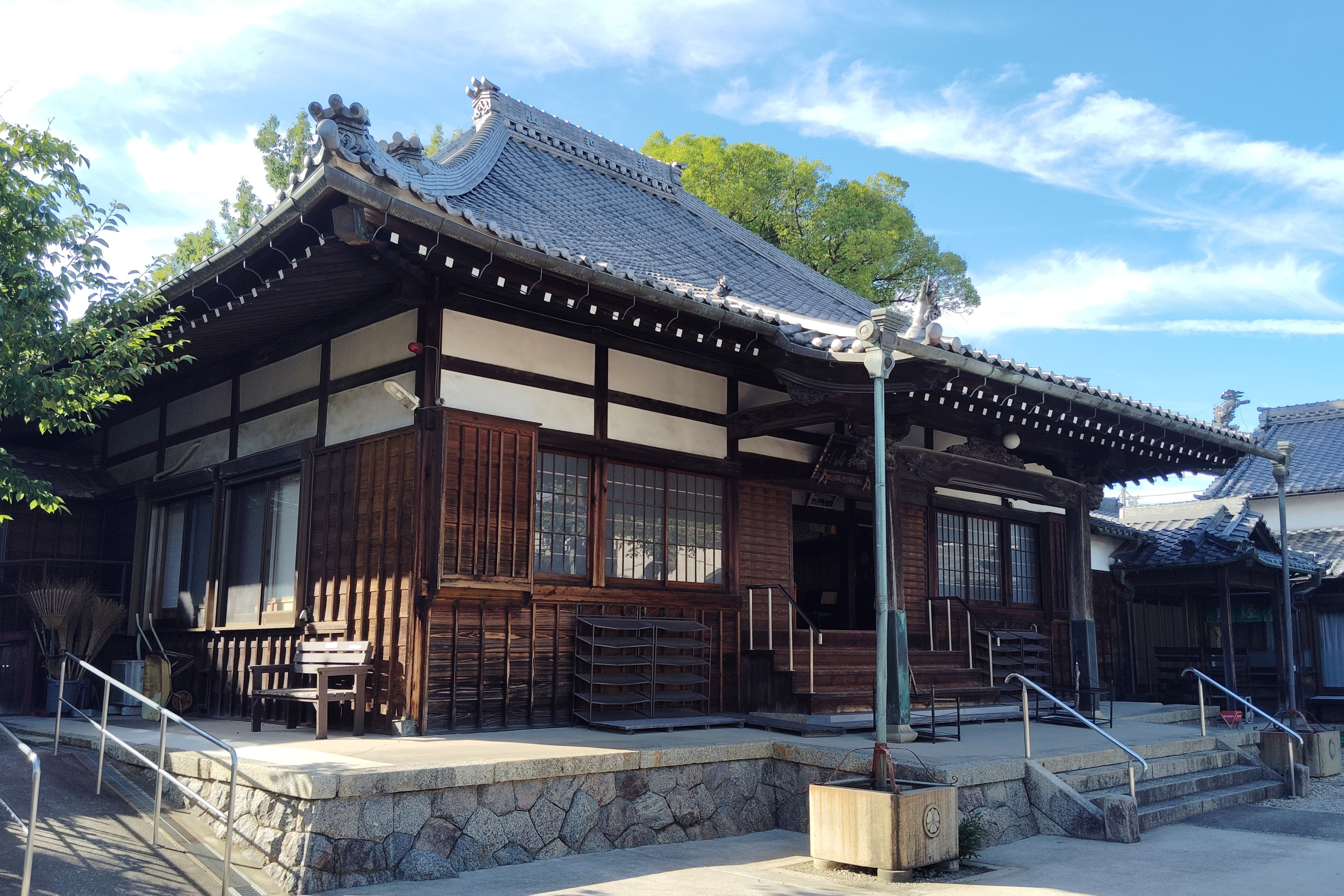
東光寺（7番）
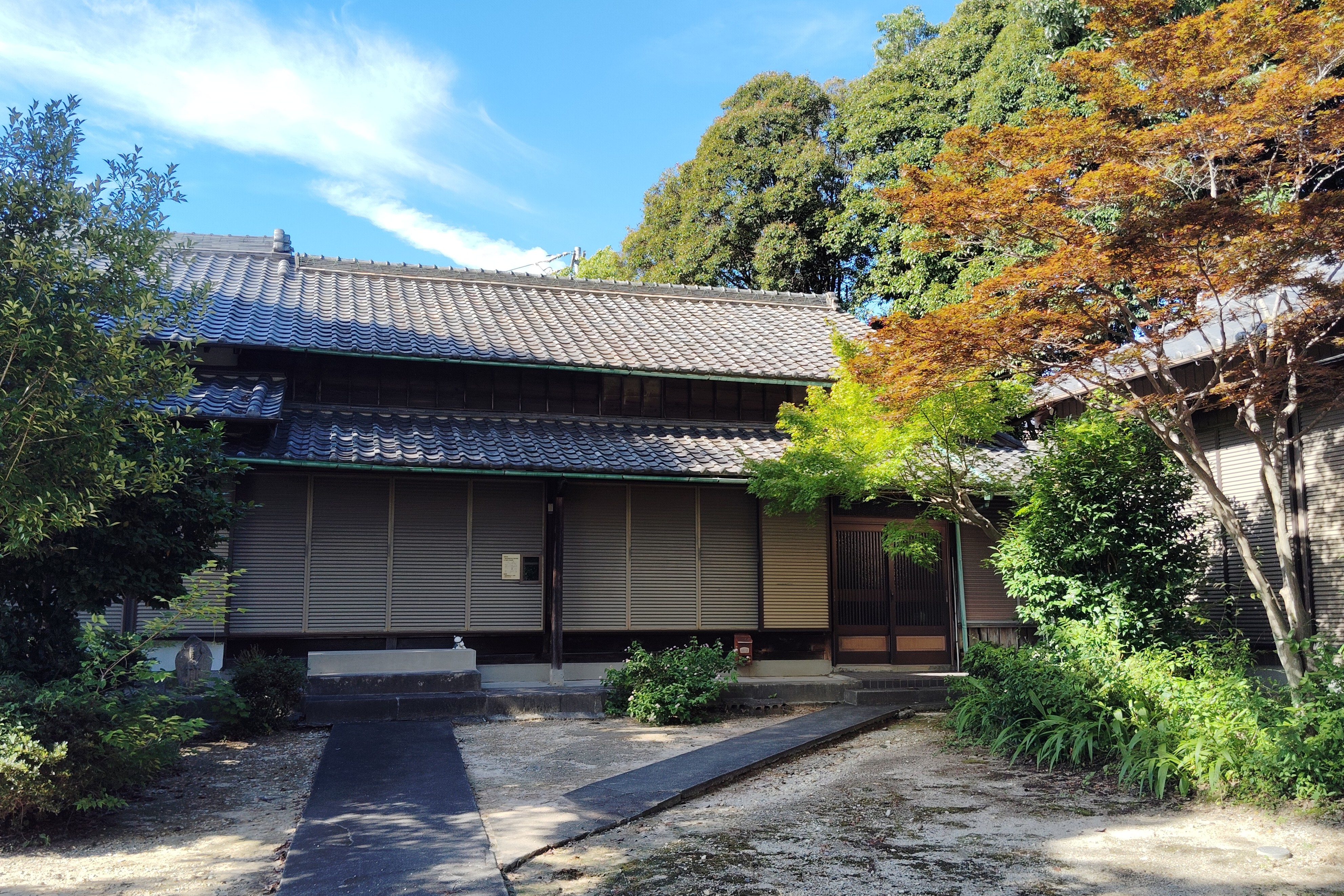
一如寺（8番）
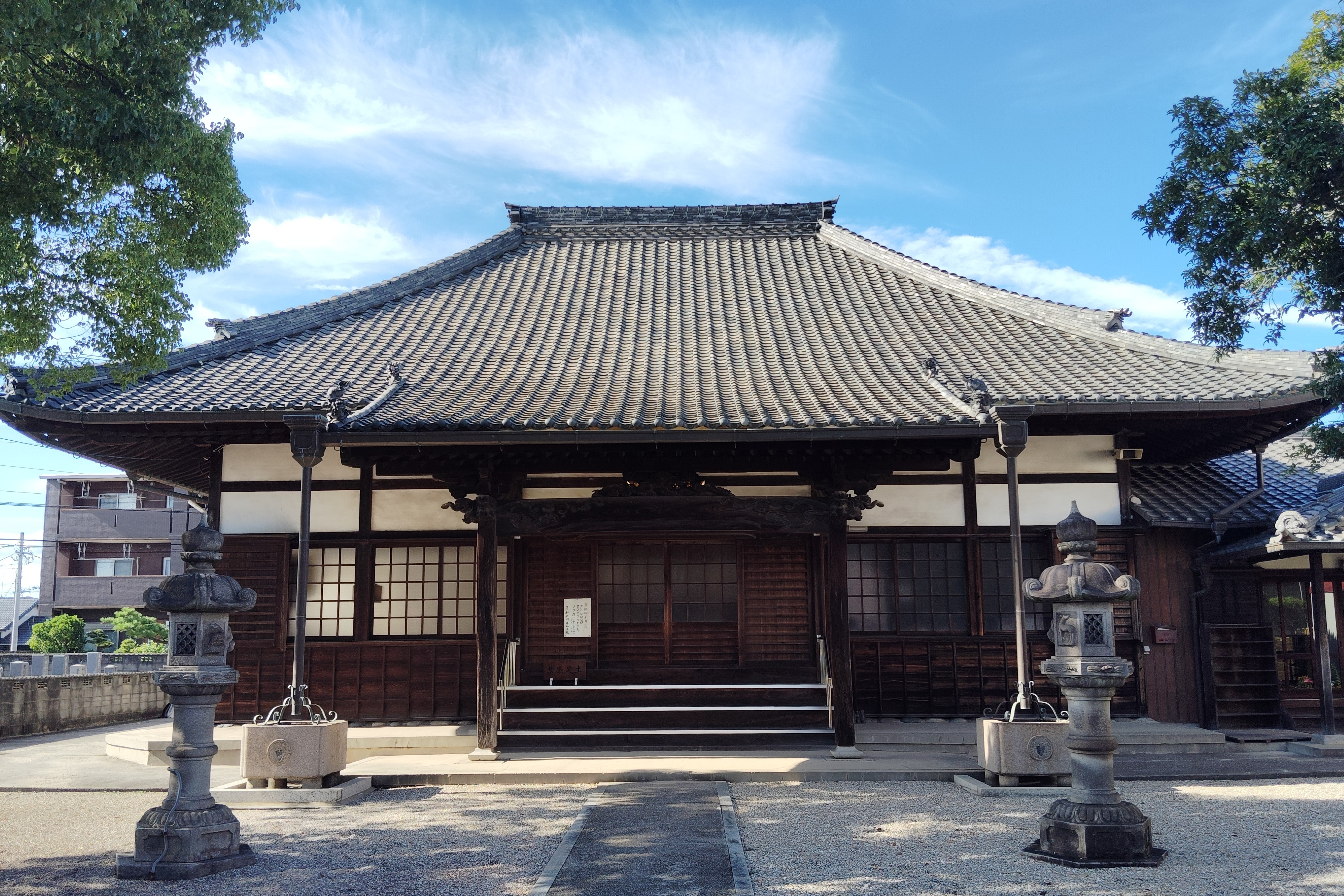
浄通院（9番）
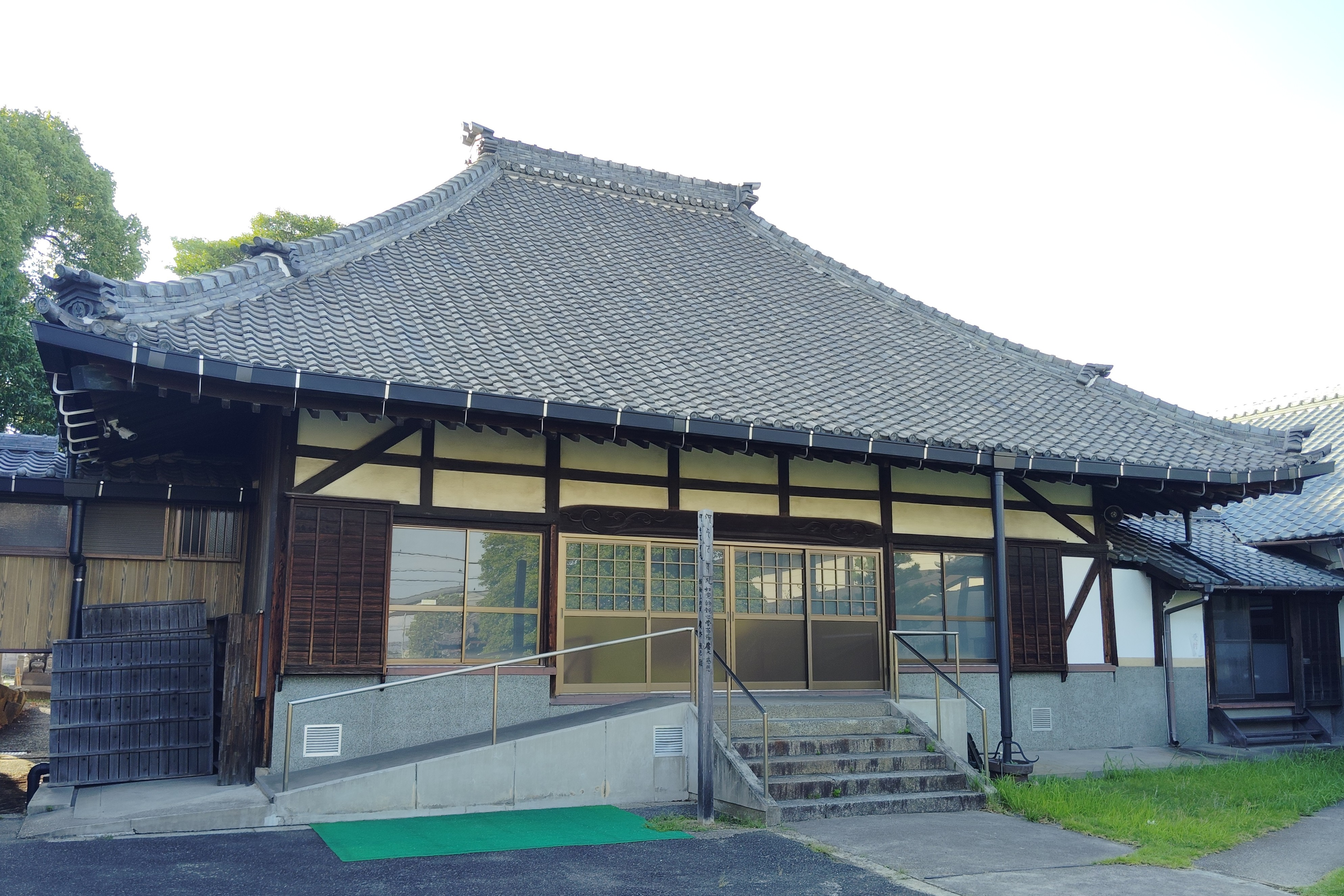
専唱院（11番）
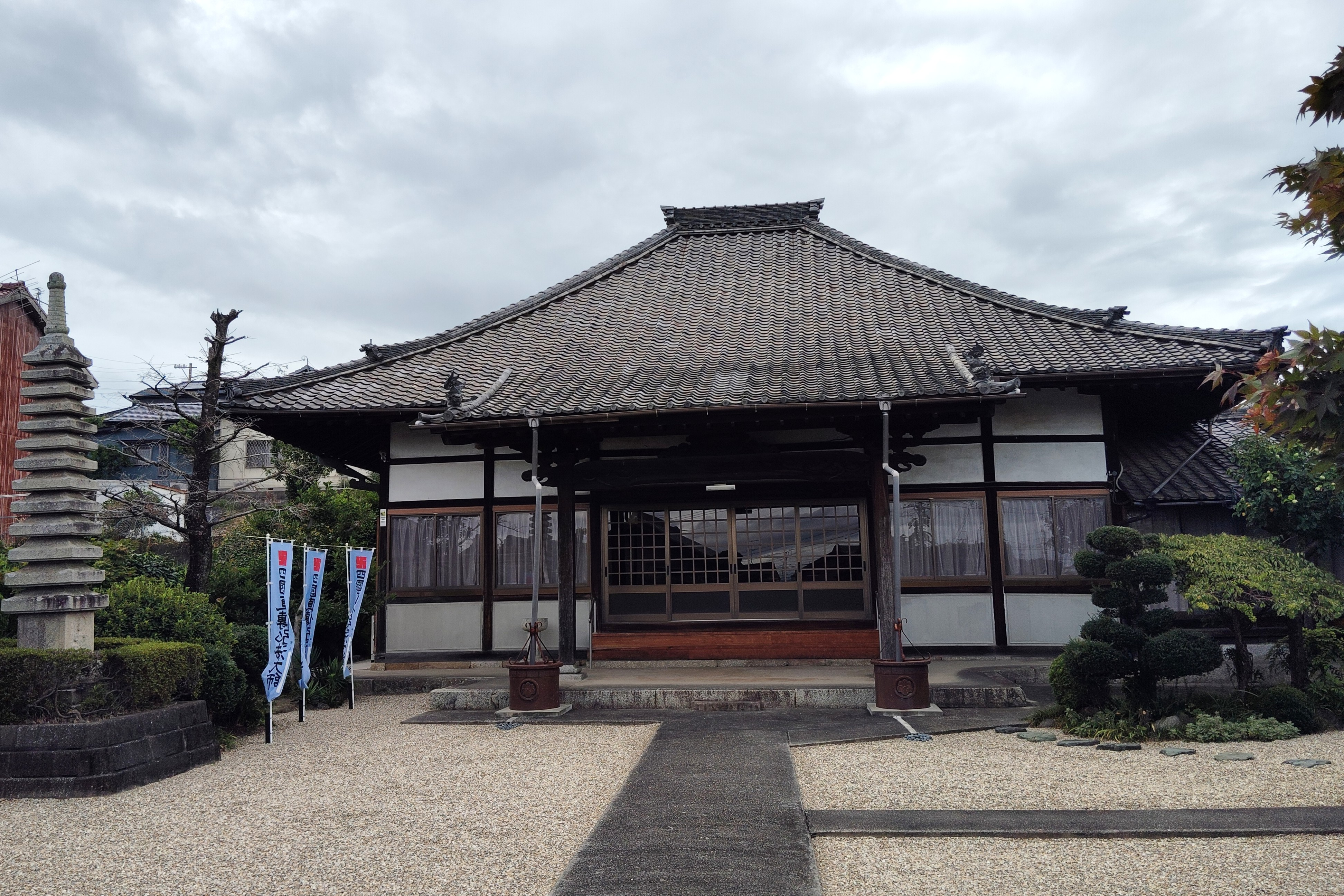
海印寺（12番）
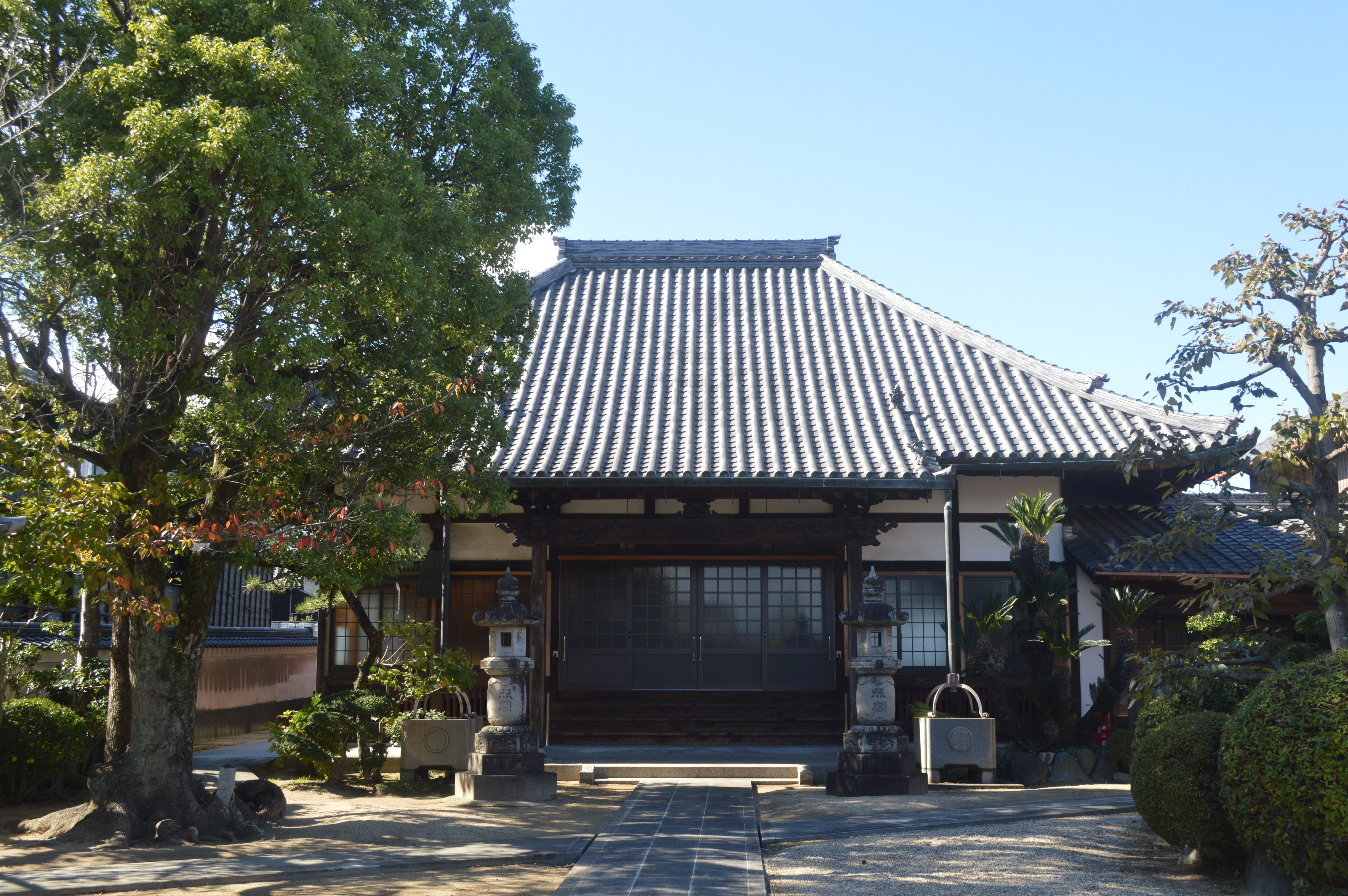
東光寺（13番）
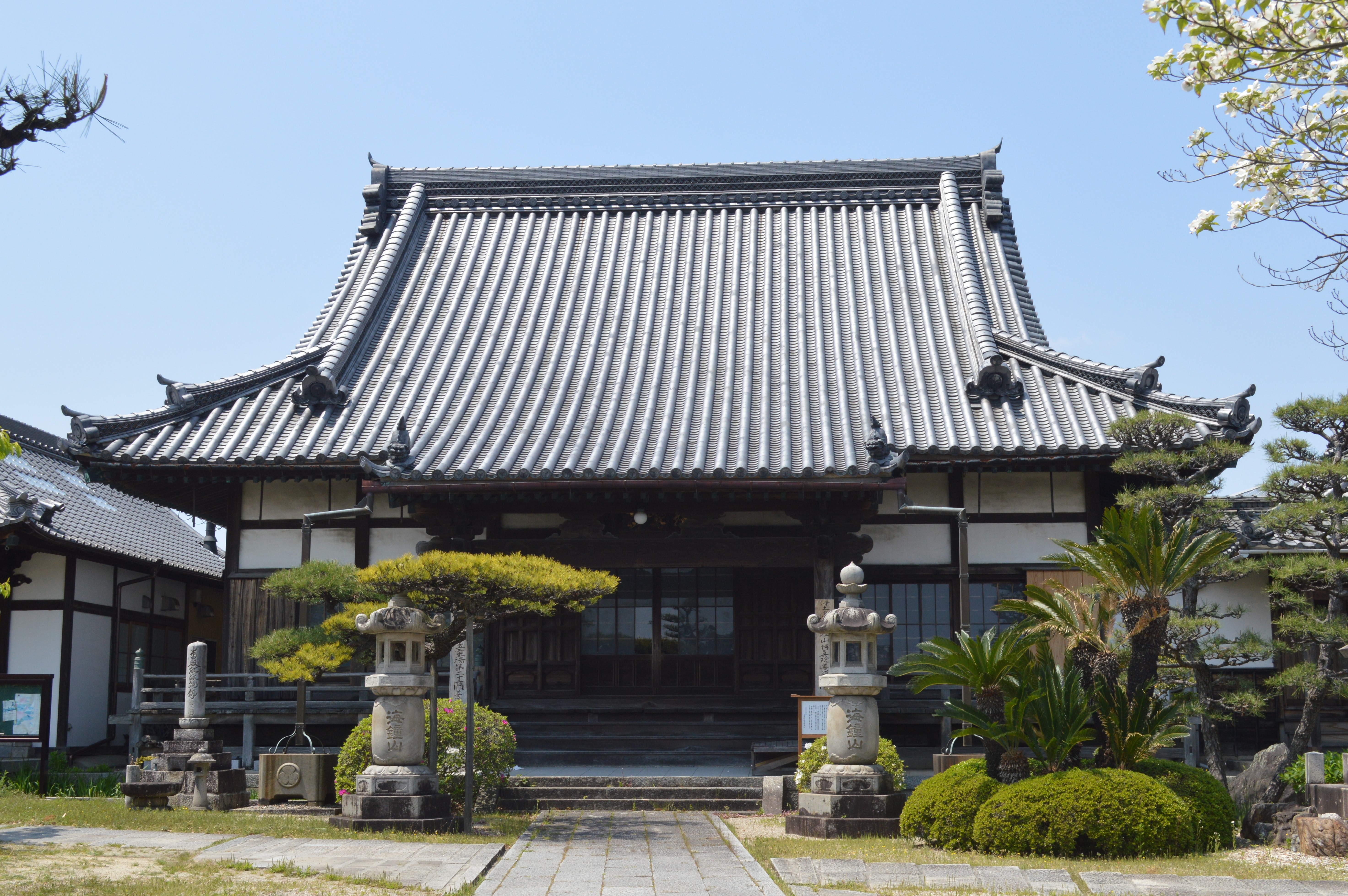
善導寺（14番）
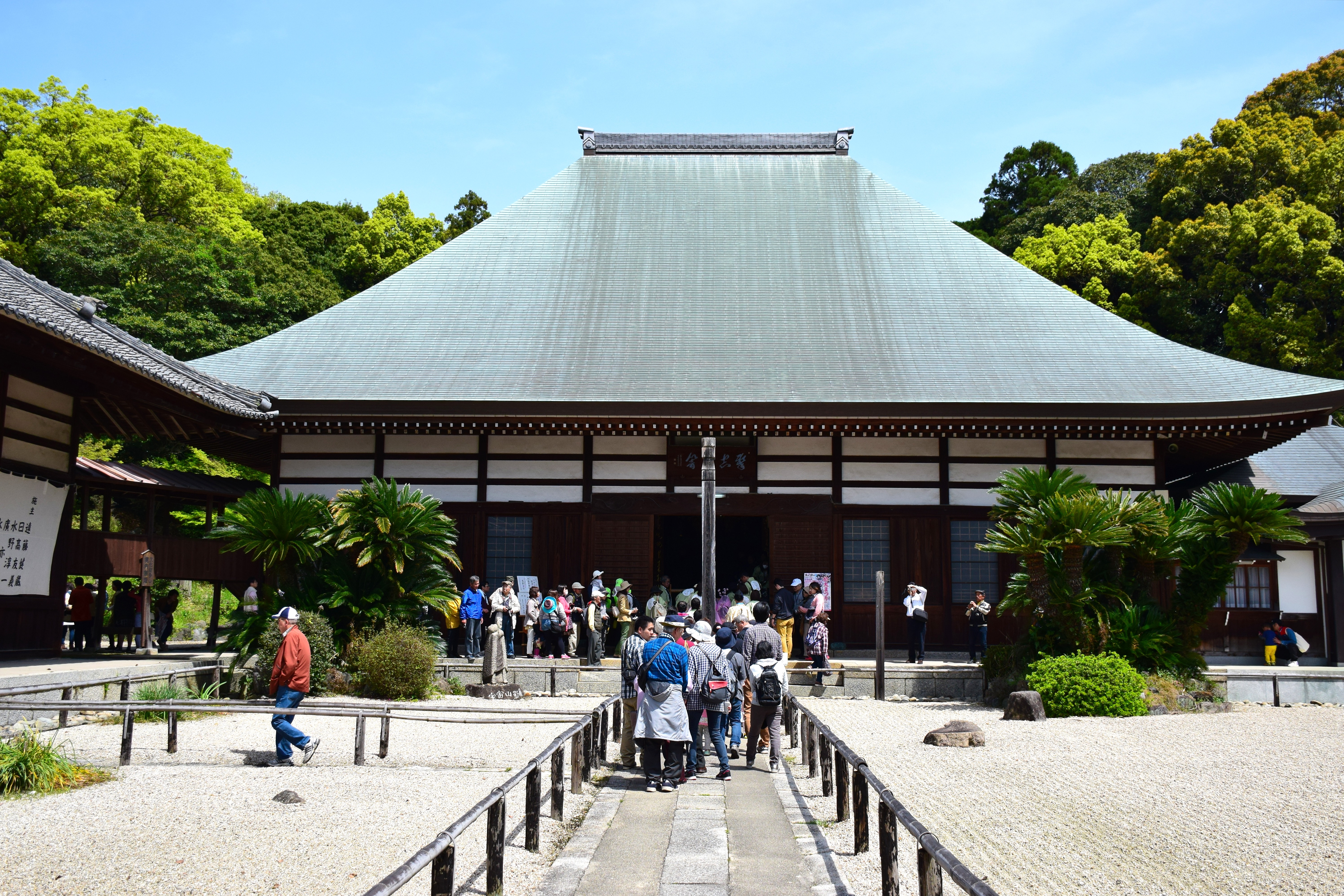
乾坤院（15番）
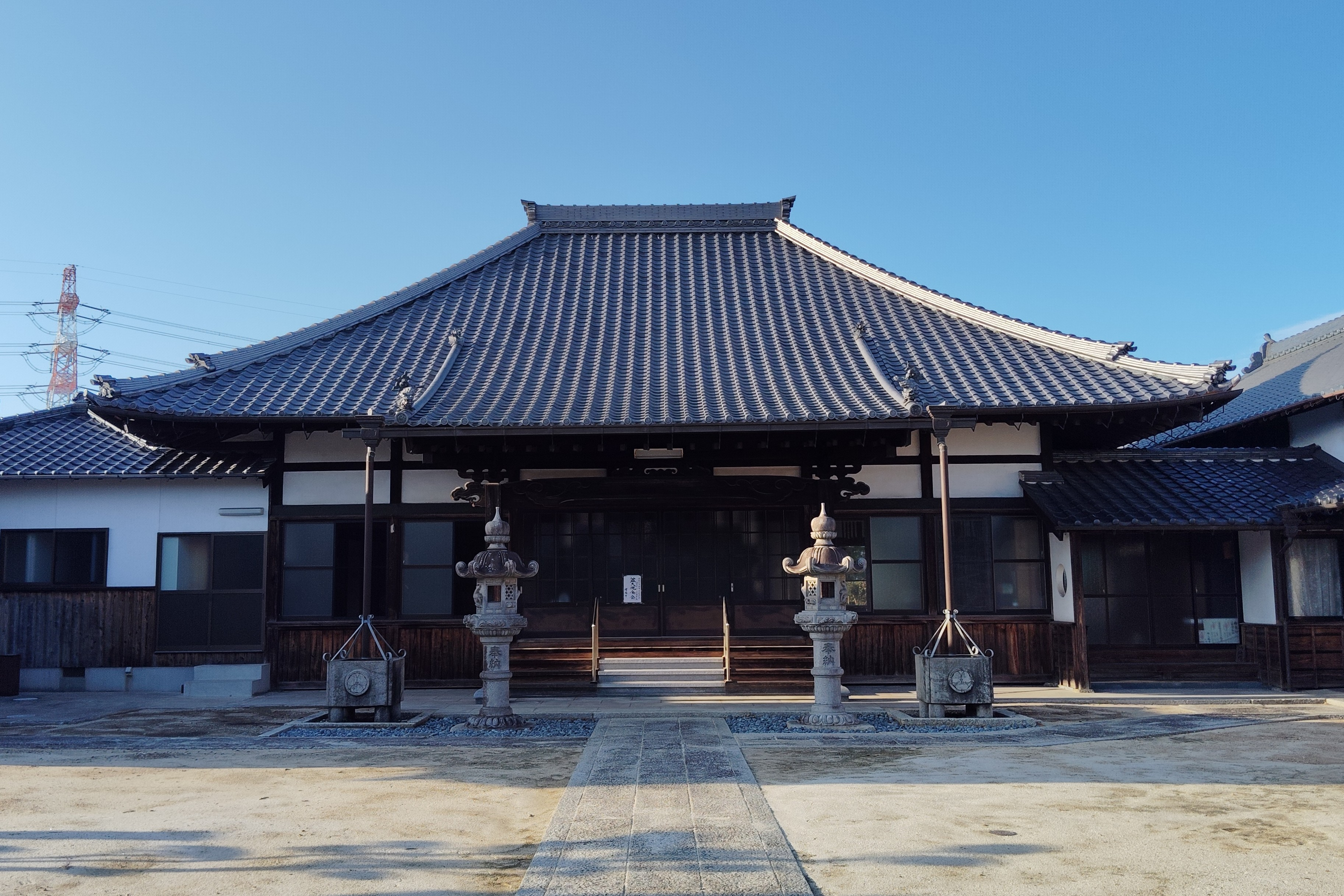
増福寺（16番）
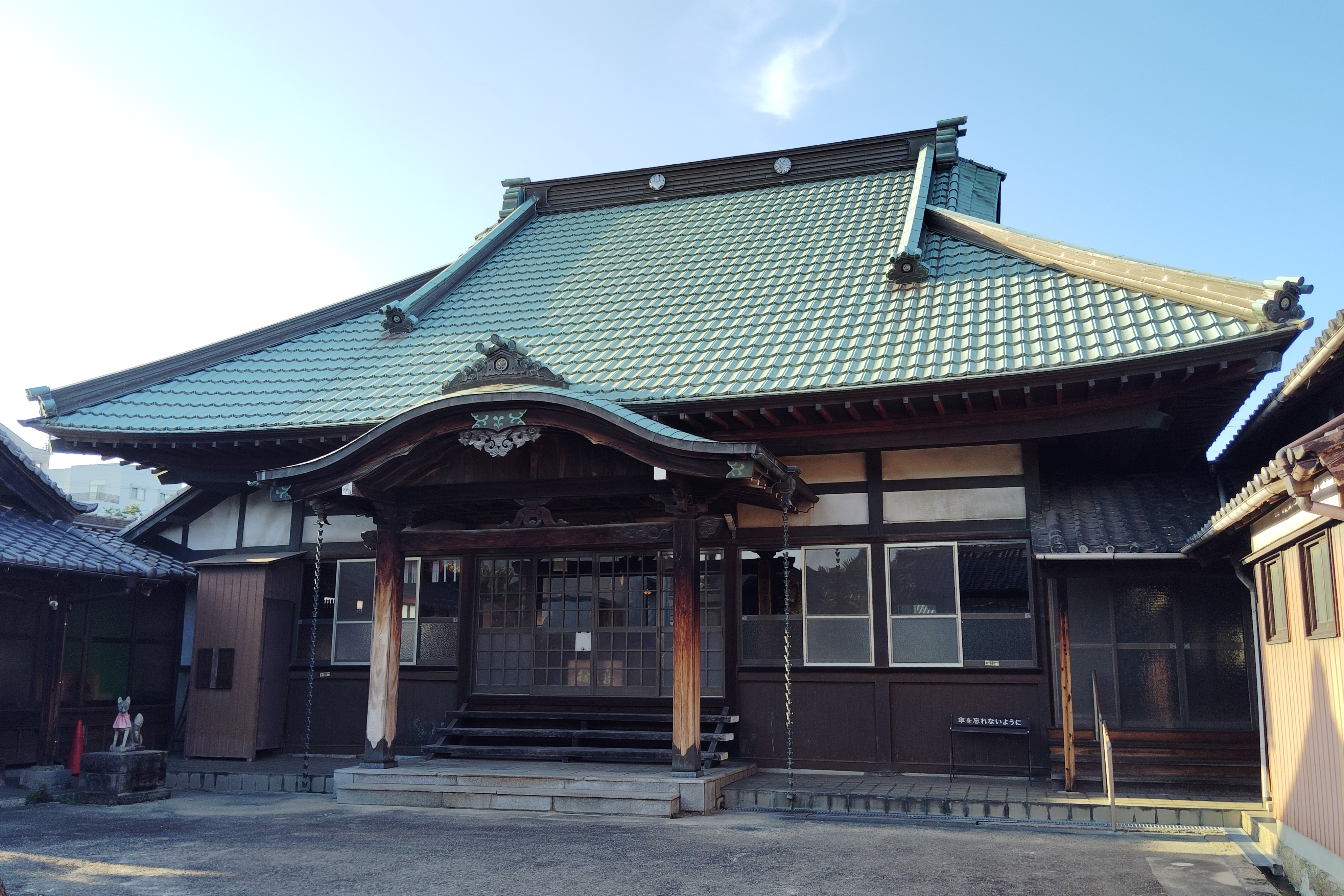
明光寺（17番）
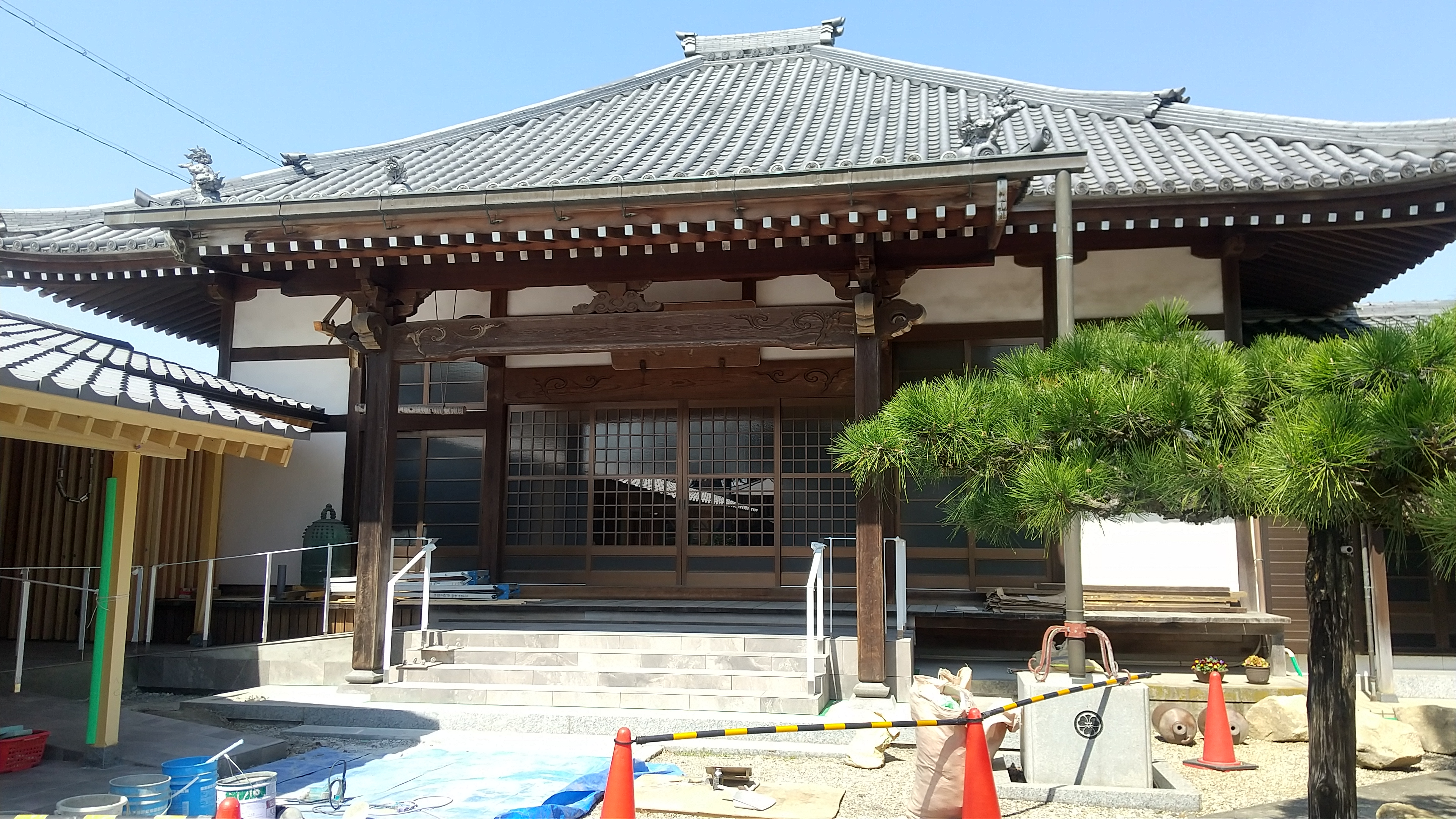
常照寺（18番）
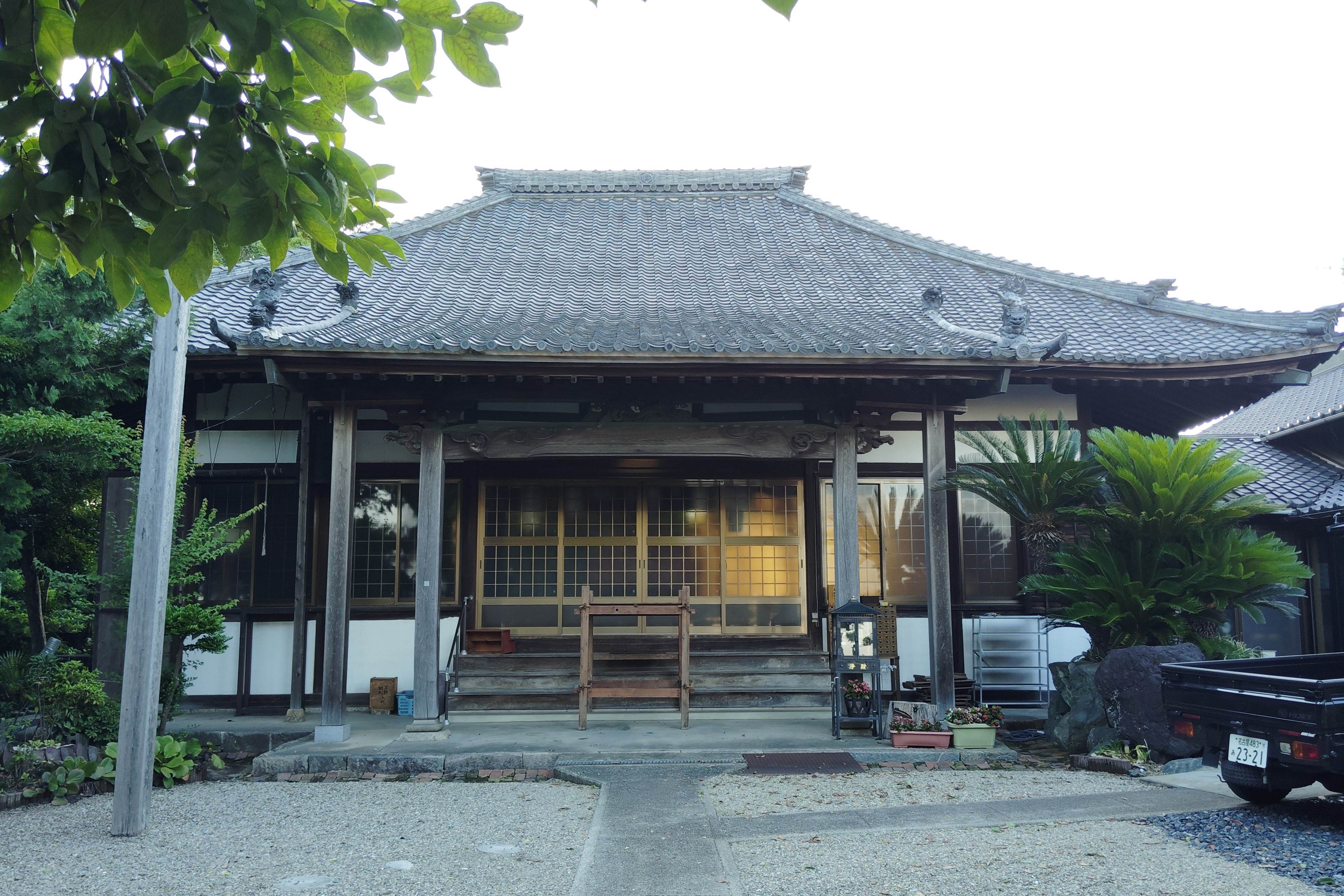
神後院（19番）
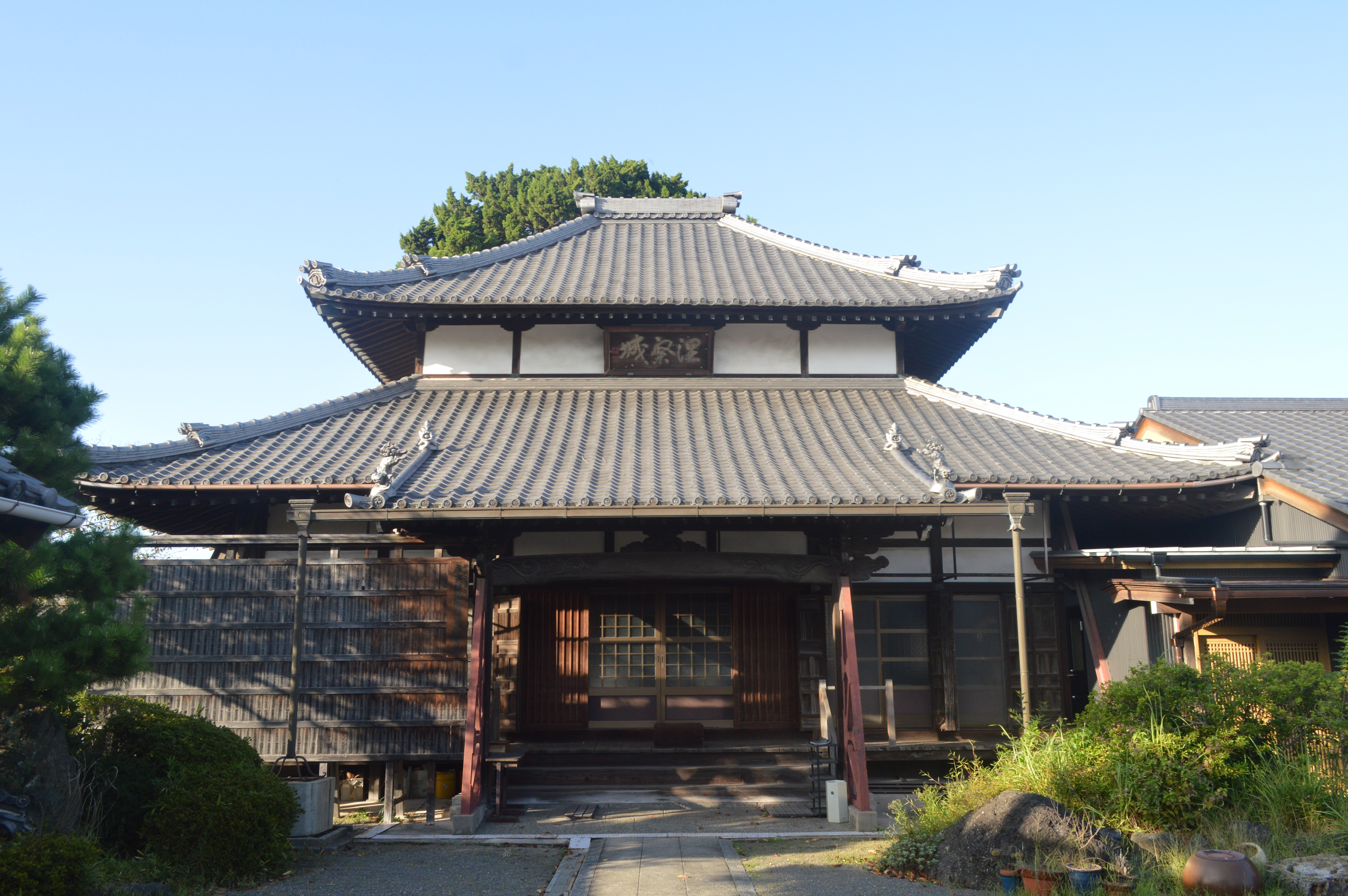
摂取院（24番）

### 33番～58番

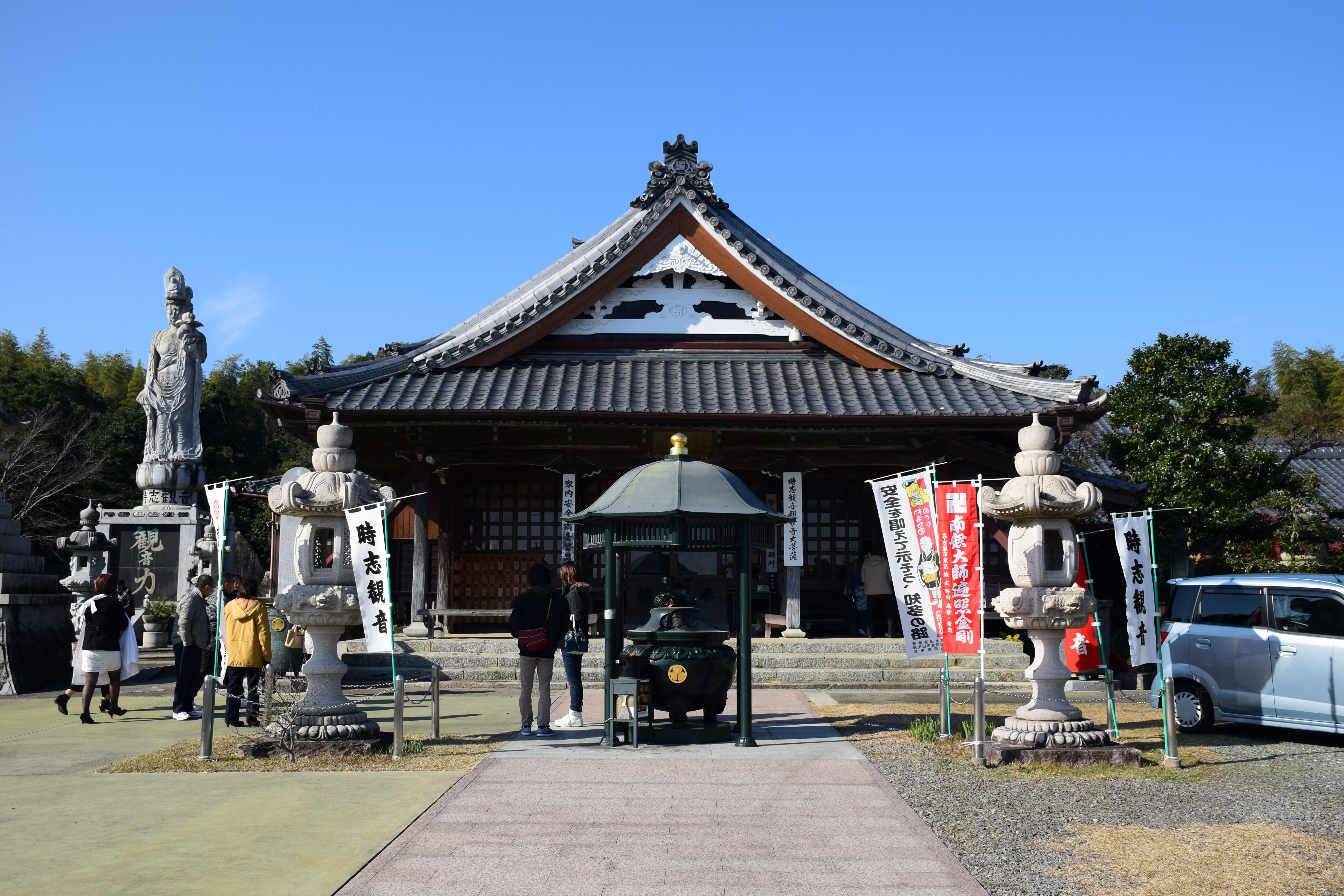
影現寺（36番）
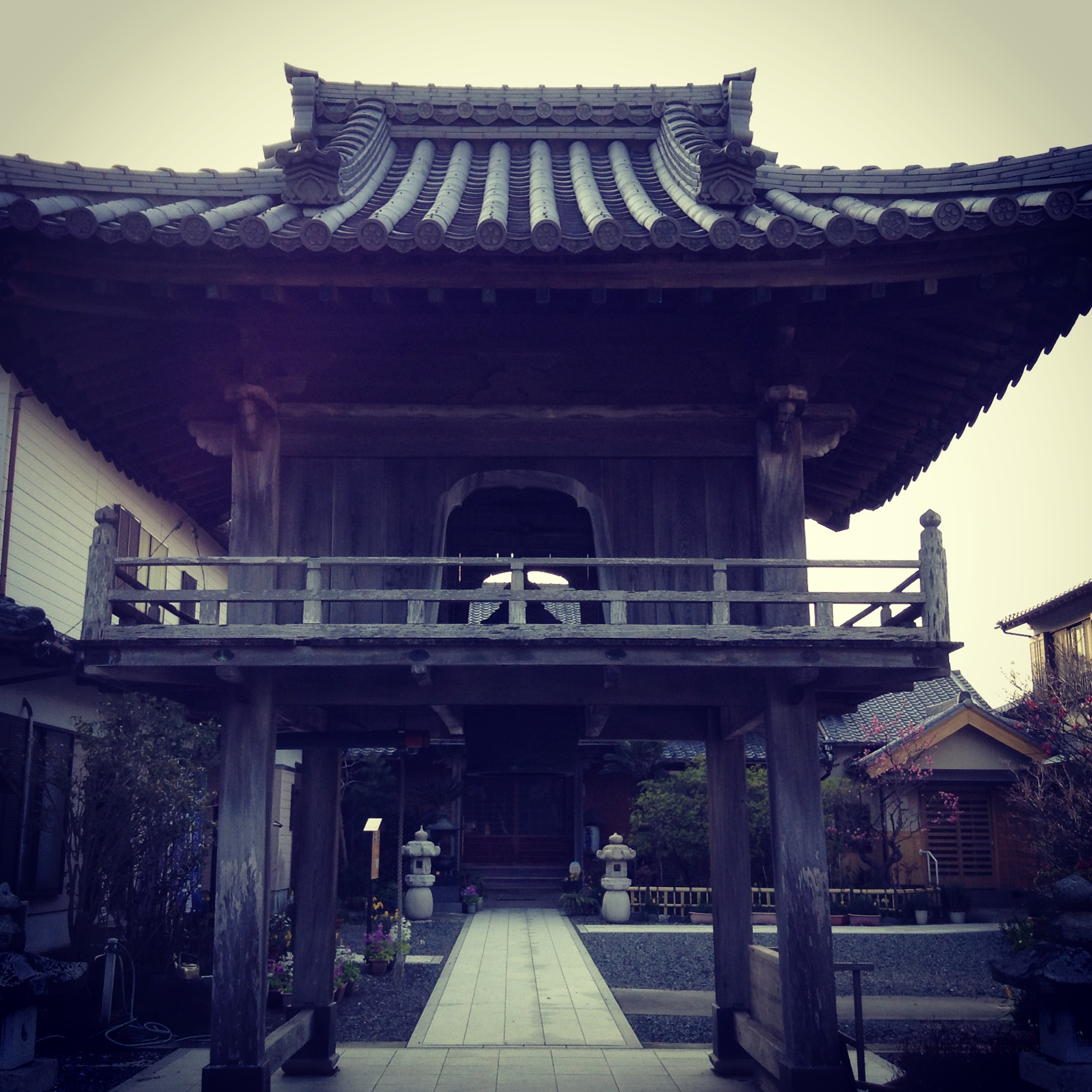
延命寺（45番）
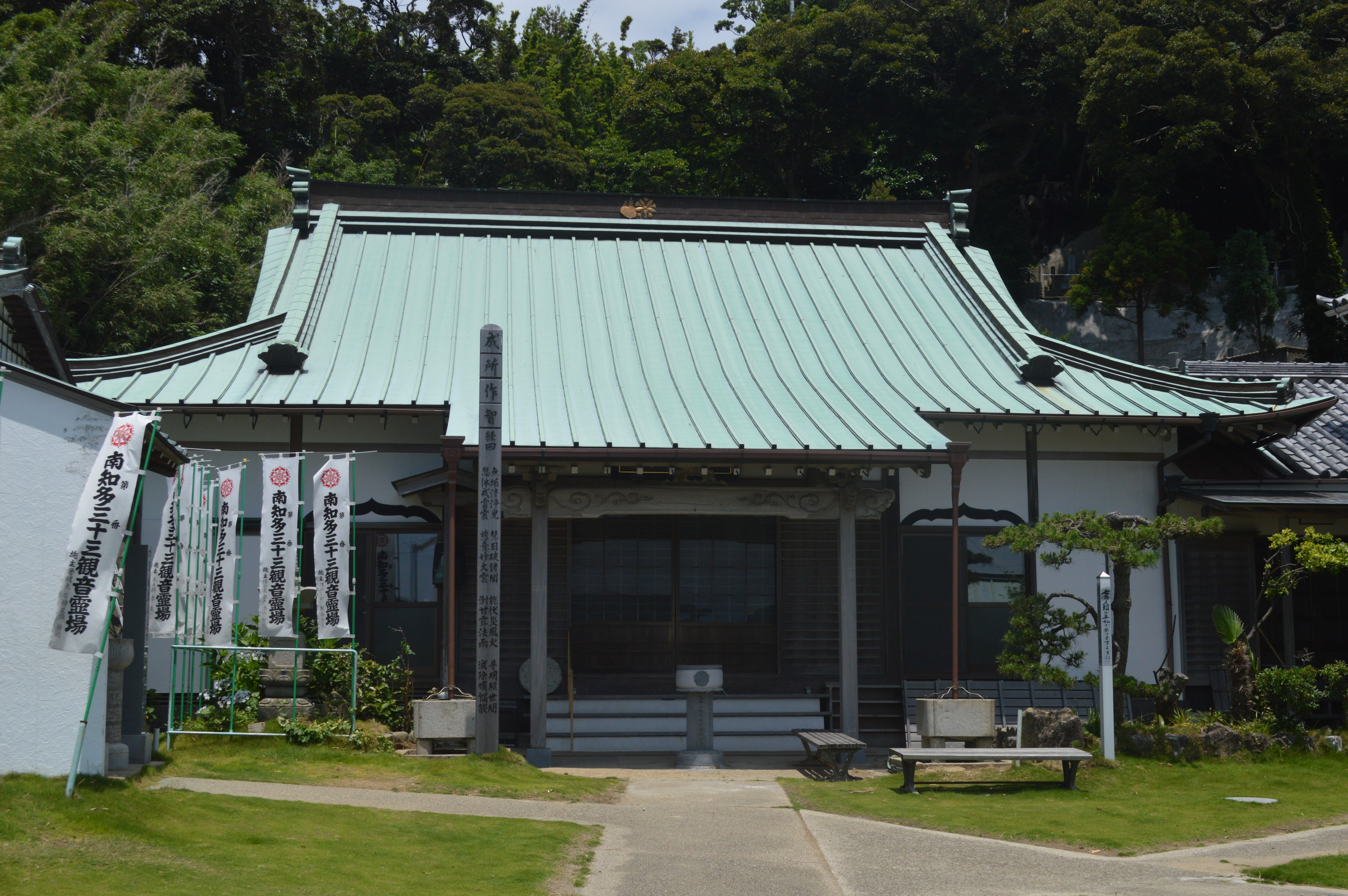
松寿寺（47番）
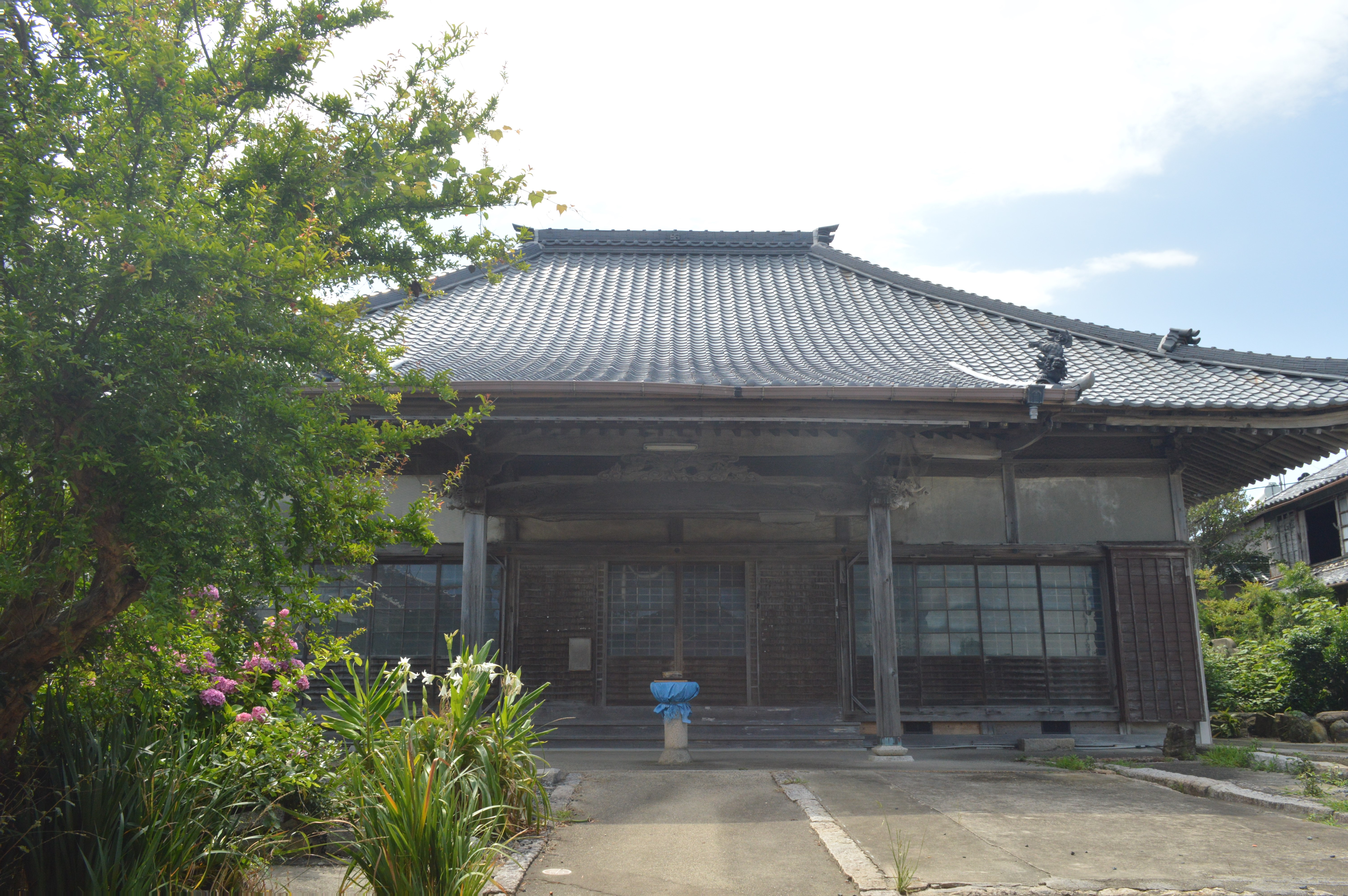
呑海院（48番）

| 番号   | 所在地         | 名称   |
| ------ | -------------- | ------ |
| 第33番 | 知多郡美浜町   | 心月斎 |
| 第34番 | 知多郡美浜町   | 宝林寺 |
| 第35番 | 知多郡美浜町   | 安養寺 |
| 第36番 | 知多郡美浜町   | 影現寺 |
| 第37番 | 知多郡美浜町   | 甘露寺 |
| 第38番 | 知多郡美浜町   | 慶樹院 |
| 第39番 | 知多郡美浜町   | 全忠寺 |
| 第40番 | 知多郡美浜町   | 法華寺 |
| 第41番 | 知多郡南知多町 | 長福寺 |
| 第42番 | 知多郡南知多町 | 長寿寺 |
| 第43番 | 知多郡南知多町 | 新蔵寺 |
| 第44番 | 知多郡南知多町 | 豊泉寺 |
| 第45番 | 知多郡南知多町 | 延命寺 |
| 第46番 | 知多郡南知多町 | 宗真寺 |
| 第47番 | 知多郡南知多町 | 松寿寺 |
| 第48番 | 知多郡南知多町 | 呑海院 |
| 第49番 | 知多郡南知多町 | 正衆寺 |
| 奥ノ院 | 知多郡南知多町 | 圓増寺 |
| 第50番 | 知多郡南知多町 | 宝珠寺 |
| 第51番 | 知多郡南知多町 | 西岸寺 |
| 第52番 | 知多郡南知多町 | 宝樹院 |
| 第53番 | 知多郡美浜町   | 良参寺 |
| 第54番 | 知多郡美浜町   | 正蔵寺 |
| 第55番 | 知多郡美浜町   | 善法寺 |
| 第56番 | 知多郡美浜町   | 瑞延寺 |
| 第57番 | 知多郡美浜町   | 唯心寺 |
| 第58番 | 知多郡美浜町   | 大仙寺 |

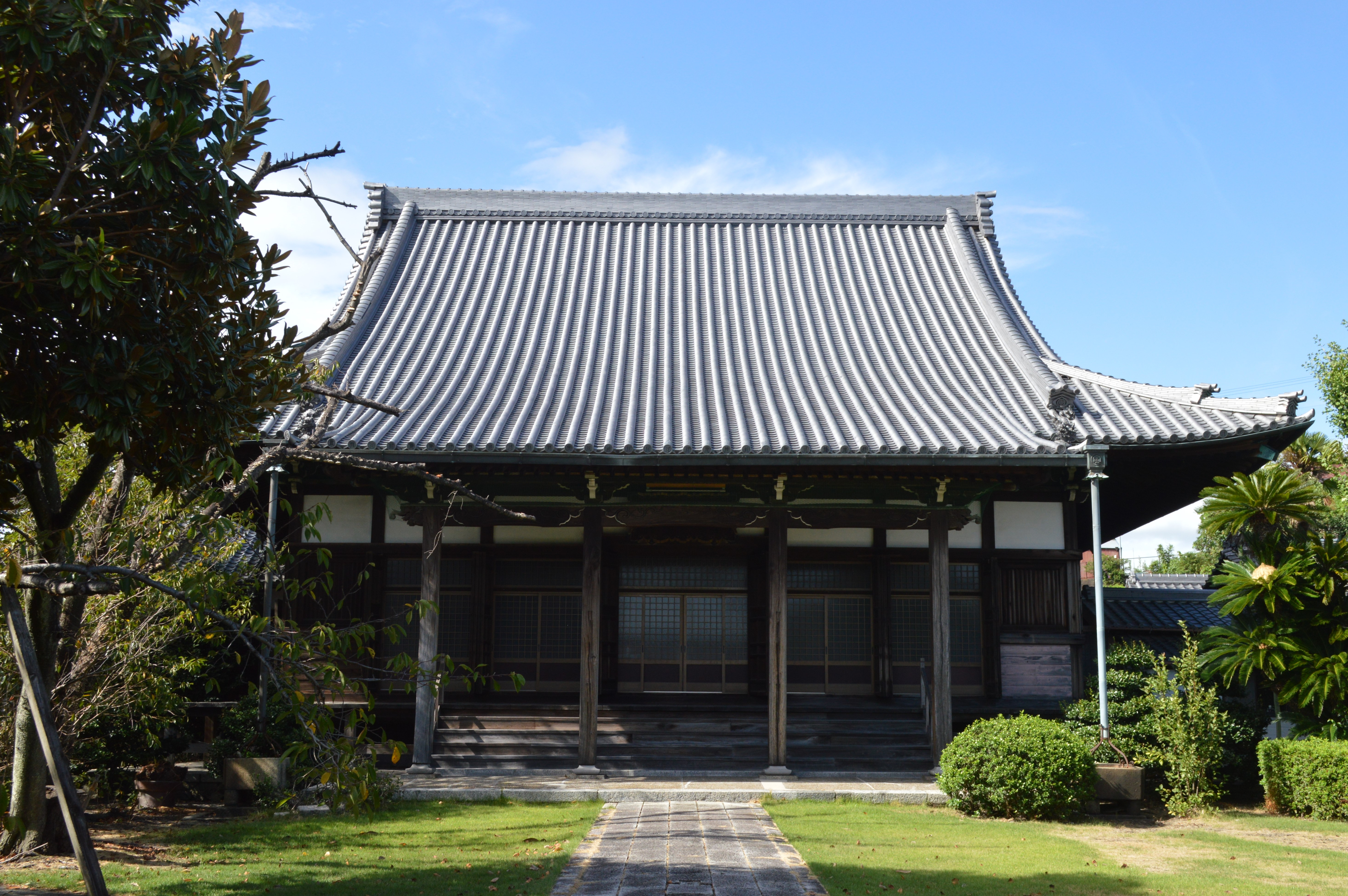
影現寺（36番）
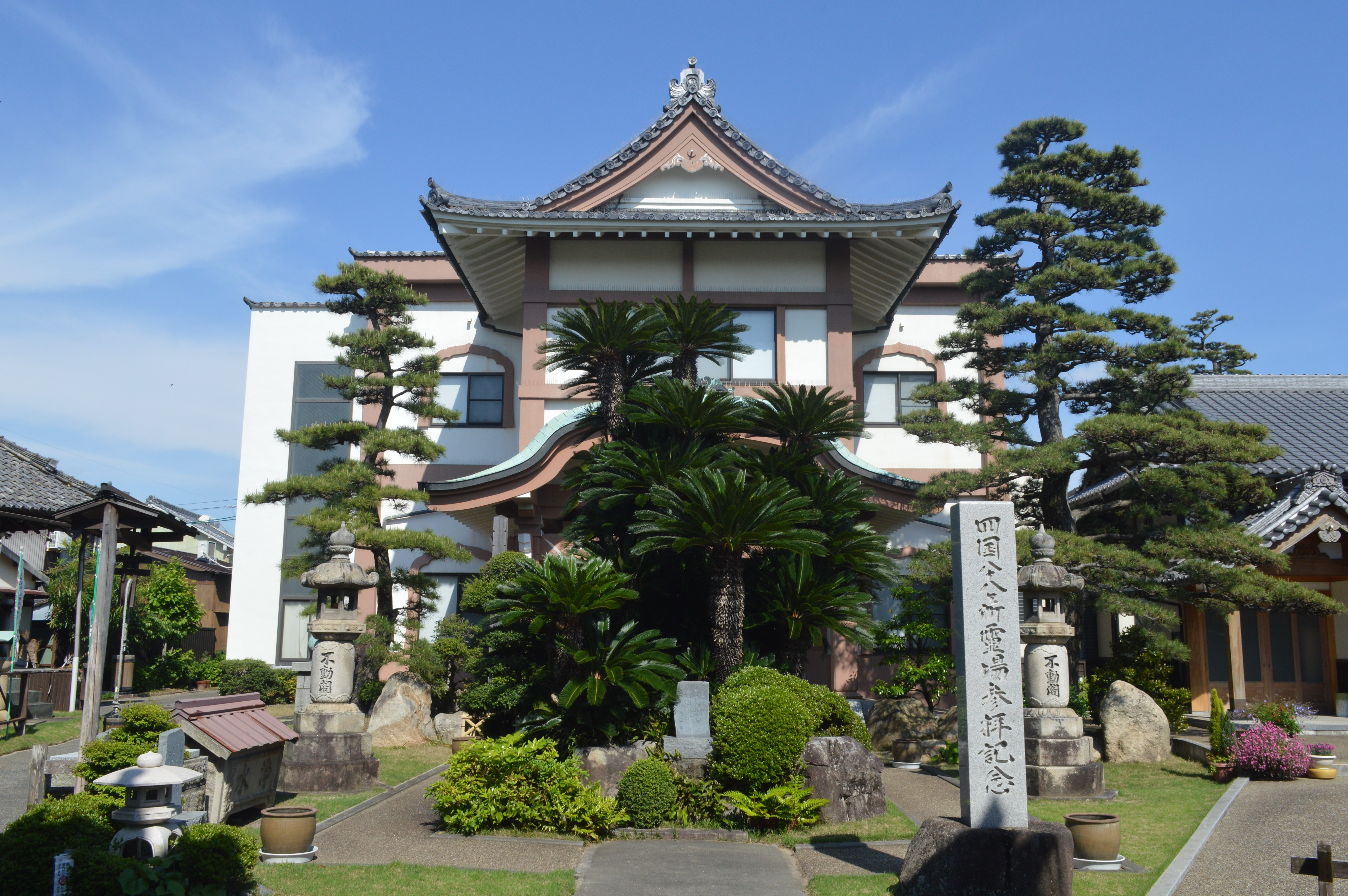
延命寺（45番）
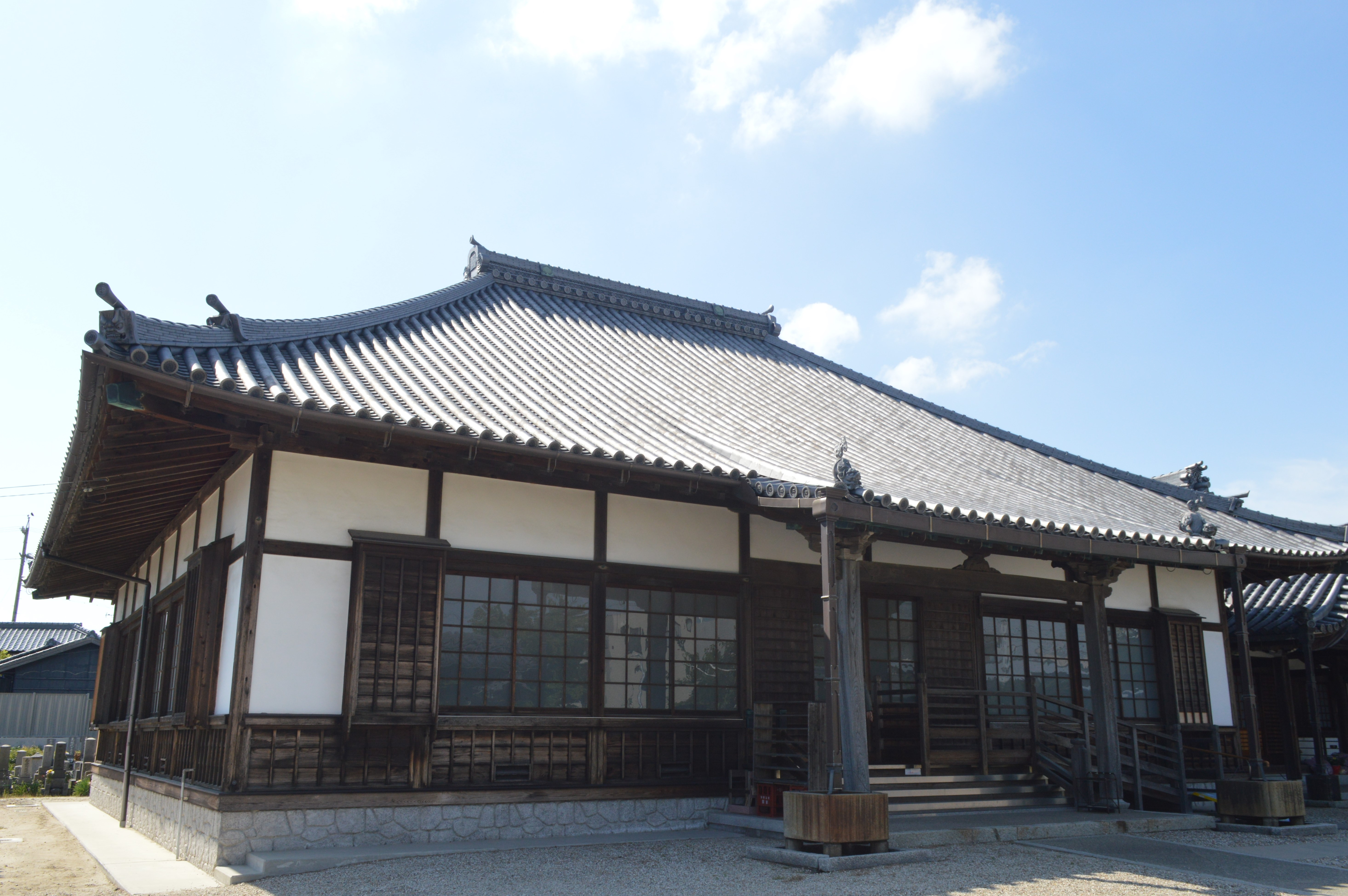
松寿寺（47番）
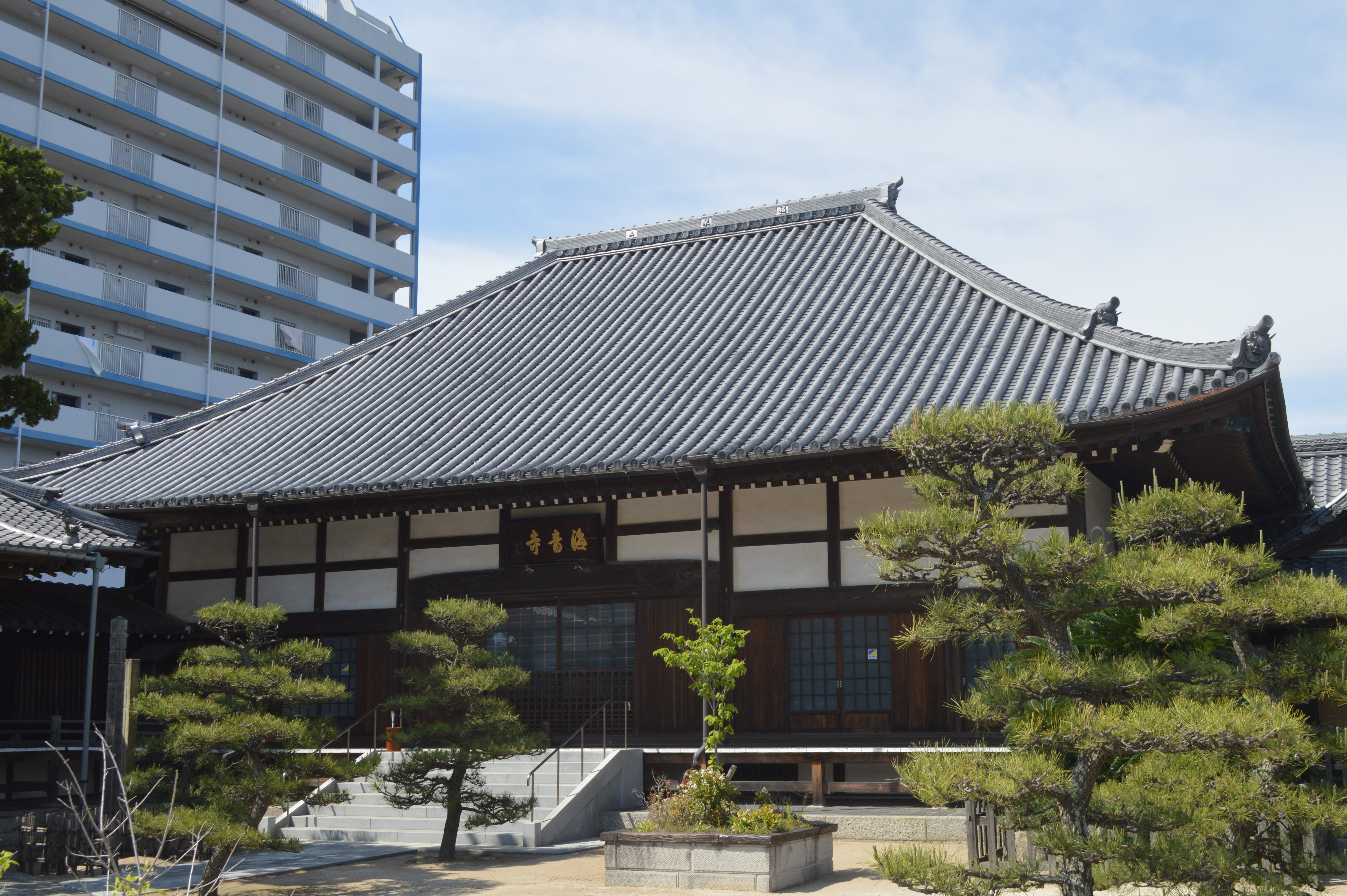
呑海院（48番）
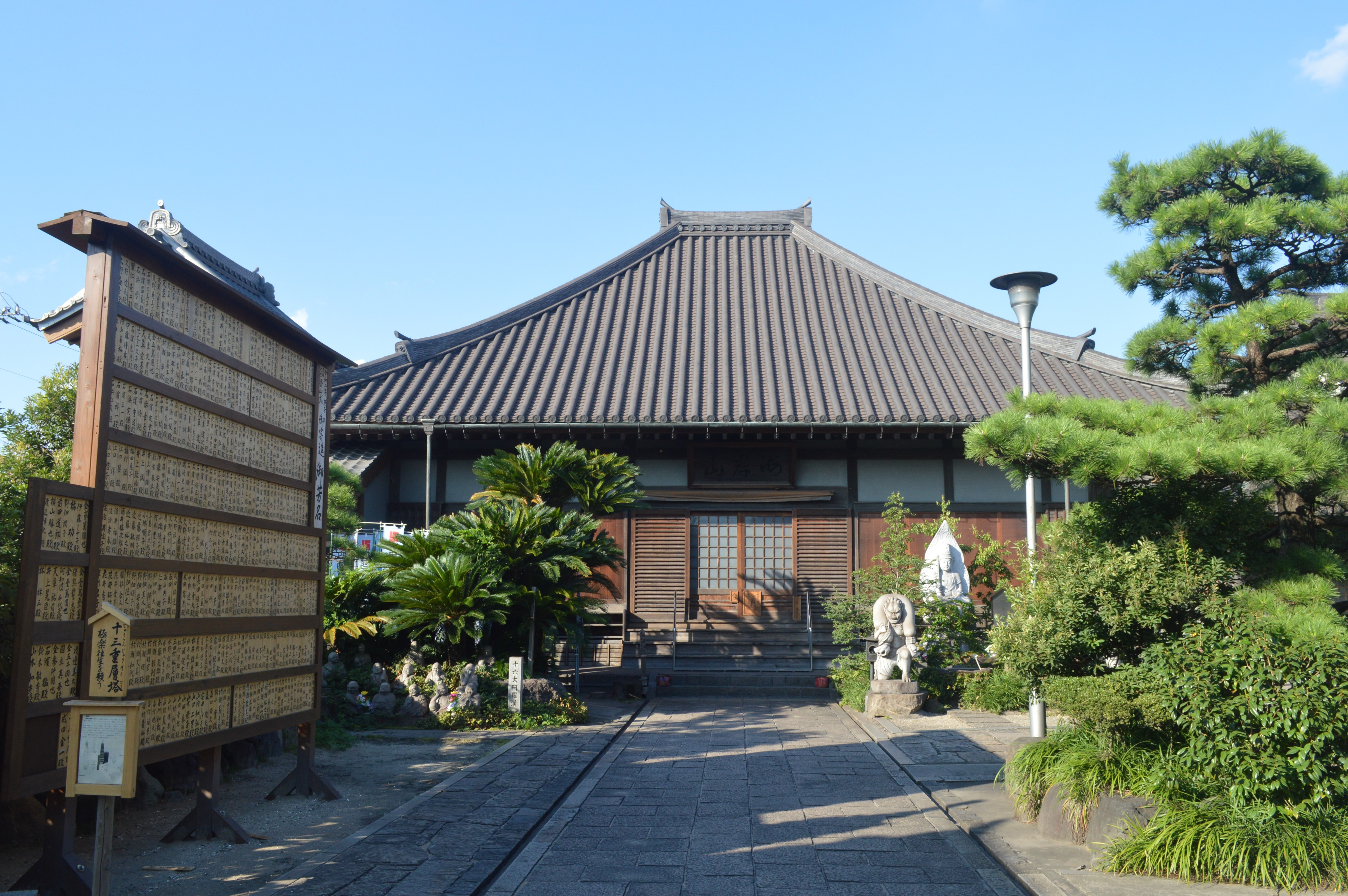
玉林寺（85番）

### 59番～88番
| 番号   | 所在地         | 名称   |
| ------ | -------------- | ------ |
| 第59番 | 常滑市         | 良雲寺 |
| 第60番 | 常滑市         | 東光寺 |
| 第61番 | 常滑市         | 廣目寺 |
| 第62番 | 常滑市         | 宝珠院 |
| 第63番 | 常滑市         | 曹源寺 |
| 第64番 | 常滑市         | 称名寺 |
| 第65番 | 常滑市         | 微笑寺 |
| 第66番 | 常滑市         | 西用寺 |
| 第67番 | 常滑市         | 宝樹院 |
| 第68番 | 常滑市         | 桂岩寺 |
| 第69番 | 知多郡南知多町 | 影向寺 |
| 第70番 | 常滑市         | 龍雲寺 |
| 第71番 | 常滑市         | 松仙寺 |
| 第72番 | 常滑市         | 斉年寺 |
| 第73番 | 常滑市         | 東龍寺 |
| 第74番 | 常滑市         | 海音寺 |
| 第75番 | 知多市         | 妙音院 |
| 第76番 | 知多市         | 瑞光寺 |
| 第77番 | 知多市         | 龍雲院 |
| 第78番 | 知多市         | 慈眼院 |
| 第79番 | 知多市         | 吉祥院 |
| 第80番 | 知多市         | 常光院 |
| 第81番 | 知多市         | 大乗院 |
| 第82番 | 知多市         | 光明寺 |
| 第83番 | 東海市         | 妙乗院 |
| 第84番 | 東海市         | 玉泉寺 |
| 第85番 | 東海市         | 玉林寺 |
| 第86番 | 東海市         | 長源寺 |
| 第87番 | 東海市         | 常蓮寺 |
| 第88番 | 東海市         | 龍雲院 |

- 宝樹院（67番）
- 斉年寺（72番）
- 東龍寺（73番）
- 海音寺（74番）
- 玉林寺（85番）